# Niklas Tarnat
Niklas Tarnat (* 26. Mai 1998 in Solingen) ist ein deutscher Fußballspieler. Der defensive Mittelfeldspieler steht beim Regionalligisten SV Sandhausen unter Vertrag.

## Karriere
Tarnat begann das Fußballspielen im Kindesalter in der Jugendabteilung des damaligen Bundesligisten Hannover 96, wo sein Vater Michael zwischen 2004 und 2009 für die Niedersachsen als Linksverteidiger spielte. 2009 folgte er seinem Vater zum FC Bayern München, dessen Jugendmannschaften er bis zur U23-Mannschaft durchlief. Im Januar 2018 wechselte Niklas Tarnat wieder zum damaligen Bundesligisten Hannover 96 und war Kapitän der zweiten Mannschaft in der viertklassigen Regionalliga Nord, wo sein Vater Michael von der Saison 2017/18 bis zur Saison 2021/22 Leiter der Nachwuchsabteilung 96-Akademie war. In der Saison 2018/19 bestritt er 32 Punktspiele in der Regionalliga Nord.
Ab der Saison 2019/20 gehörte Tarnat dem Kader der Zweitliga-Profimannschaft von Hannover 96 an. Er kam in seiner ersten Saison unter Mirko Slomka und dessen Nachfolger Kenan Koçak zu keinem Einsatz in der 2. Bundesliga, sondern sammelte 13-mal bei der zweiten Mannschaft Spielpraxis. In der Saison 2020/21 wurde er zweimal in der 2. Bundesliga eingewechselt. Daneben spielte er in der gleichen Saison zweimal in der Regionalliga Nord. Mit Ablauf der Vertragslaufzeit am Saisonende verließ der Mittelfeldspieler den Verein.
Nach rund dreieinhalbmonatiger Vereinslosigkeit schloss er sich Rot-Weiss Essen in der Regionalliga West an. Am Ende der Spielzeit 2021/22 gelang ihm mit seiner Mannschaft der Aufstieg in die 3. Liga.
Im Sommer 2023 wechselte er innerhalb der Liga zum TSV 1860 München. Unter dem Trainer Maurizio Jacobacci war er Stammspieler. Der neue Trainer Argirios Giannikis setzte ihn kaum ein. Zum Ende der Saison 2023/24 lief der Vertrag von Tarnat aus und wurde nicht verlängert. Daraufhin wechselte er zur Saison 2024/25 in die Regionalliga Südwest zum SGV Freiberg. Ein Jahr später wechselte er zum Drittliga-Absteiger SV Sandhausen.

## Erfolge
Rot-Weiss Essen
- Meister der Regionalliga West 2021/22 und dadurch direkter Aufstieg in die 3. Liga.

## Persönliches
Niklas Tarnat ist der Sohn des ehemaligen Profi-Fußballers Michael Tarnat.